# که جام

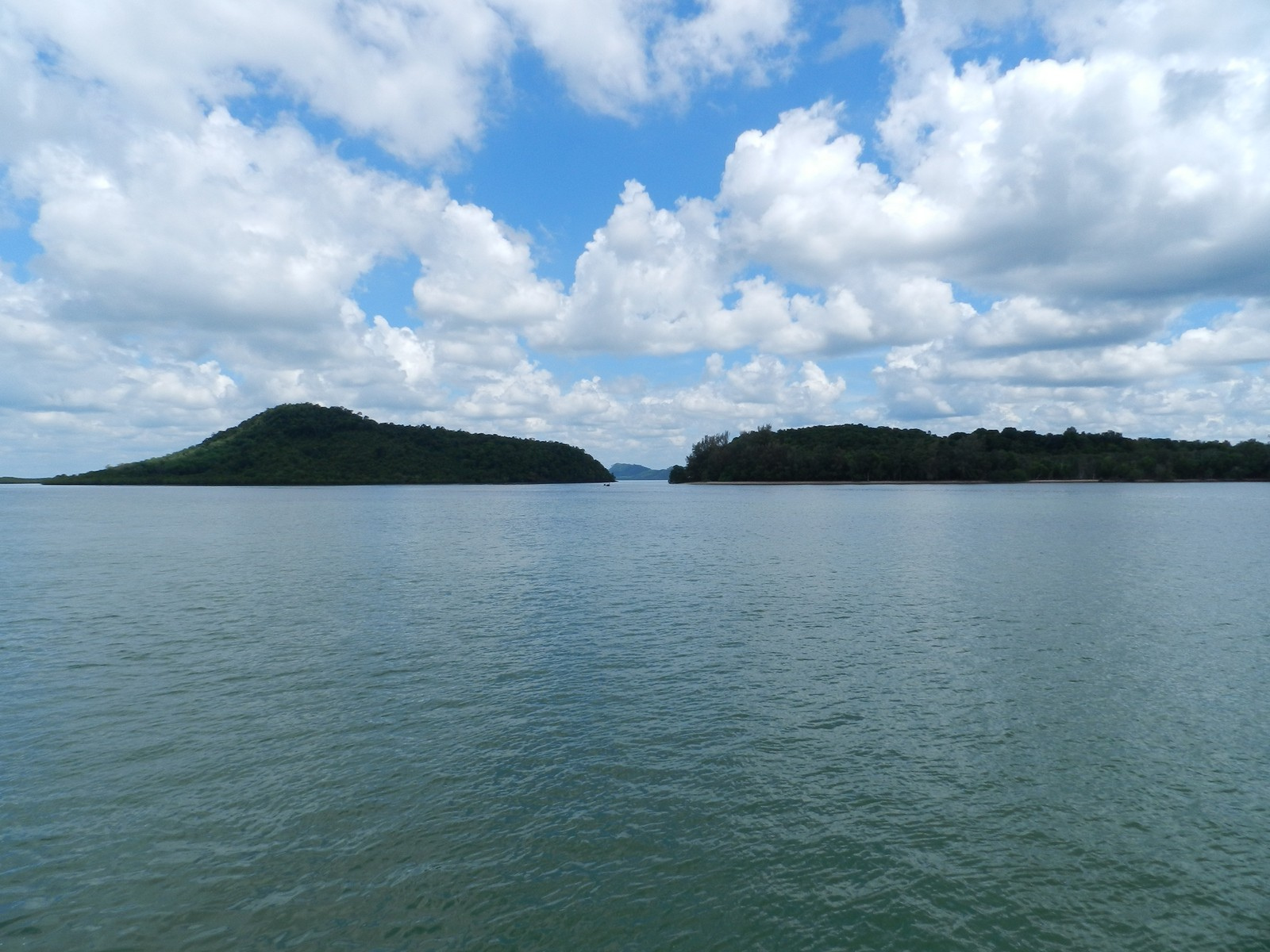
که جام

کُه جام (به تایلندی: เกาะจำ) (به انگلیسی: Ko Jum) جزیره کوچک در جنوب غربی استان کرابی، شهرستان نوئه خلونگ تایلند  و در کنار دریای آندامان واقع شده است. که جام یک مکان توریستی می‌باشد و در این جزیره هتل‌های و استراحنگاه متعددی می‌باشد، ساحل جادویی که جام یک مکان برهنگی در این جزیره محسوب می‌شود.